# Dati macroeconomici italiani
I principali dati macroeconomici riguardano:
- il rapporto debito/PIL;
- il rapporto deficit/PIL;
- il tasso d'inflazione;
- il tasso di disoccupazione;
- la crescita economica.

## Cronologia
Per debito e deficit la fonte è AMECO.
| Anno | Debito (milioni di euro) | PIL (miliardi di Euro) | Debito/PIL | Deficit/PIL | Inflazione | PIL (reale) | Disoccupazione | Spesa per interessi | Governo                       |
| ---- | ------------------------ | ---------------------- | ---------- | ----------- | ---------- | ----------- | -------------- | ------------------- | ----------------------------- |
| 1970 | 13.087                   |                        |            |             |            |             |                |                     |                               |
| 1971 | 16.146                   |                        |            |             |            |             |                |                     |                               |
| 1972 | 20.108                   |                        |            |             |            |             |                |                     |                               |
| 1973 | 25.780                   |                        |            |             |            |             |                |                     |                               |
| 1974 | 32.404                   |                        |            |             |            |             |                |                     |                               |
| 1975 | 41.899                   |                        |            |             |            |             |                |                     |                               |
| 1976 | 52.318                   |                        |            |             |            |             |                |                     |                               |
| 1977 | 62.460                   |                        |            |             |            |             |                |                     |                               |
| 1978 | 79.092                   |                        |            |             |            |             |                |                     |                               |
| 1979 | 94.801                   |                        |            |             |            |             |                |                     |                               |
| 1980 | 114.066                  |                        | 56,86      | -6,97       | 20         | 3,5         | 6,9            |                     |                               |
| 1981 | 142.427                  |                        | 58,91      | -10,87      | 23         | 0,84        | 7,5            |                     |                               |
| 1982 | 181.568                  |                        | 63,58      | -10,01      | 23,6       | 0,41        | 8,2            |                     |                               |
| 1983 | 232.386                  |                        | 68,38      | -10,11      | 21         | 1,2         | 9,1            |                     |                               |
| 1984 | 286.744                  |                        | 74,40      | -11,48      | 16         | 3,2         | 9,6            |                     |                               |
| 1985 | 347.593                  |                        | 80,53      | -12,38      | 12         | 2,8         | 9,6            |                     |                               |
| 1986 | 404.336                  |                        | 84,52      | -11,96      | 8,3        | 2,8         | 9,9            |                     |                               |
| 1987 | 463.083                  |                        | 88,60      | -11,51      | 4,3        | 3,2         | 10,3           |                     |                               |
| 1988 | 524.528                  |                        | 90,52      | -11,05      | 5,09       | 4,1         | 10,1           |                     |                               |
| 1989 | 591.619                  |                        | 93,06      | -11,43      | 4,8        | 3,4         | 9,9            |                     |                               |
| 1990 | 667.848                  |                        | 94,65      | -11,44      | 8          | 2,0         | 9              | 10,1                |                               |
| 1991 | 755.011                  |                        | 98,04      | -11,38      | 10         | 1,6         | 8,6            | 11,3                |                               |
| 1992 | 849.921                  |                        | 105,20     | -10,37      | 12         | 0,82        | 8,7            | 12,2                |                               |
| 1993 | 959.714                  |                        | 115,66     | -10,03      | 3,1        | -0,88       | 9,7            | 12,7                | Amato I, Ciampi               |
| 1994 | 1.069.415                |                        | 121,84     | -9,08       | 2,1        | 2,2         | 10,6           | 11,4                | Ciampi, Berlusconi I          |
| 1995 | 1.151.539                |                        | 121,55     | -7,48       | 4,5        | 2,9         | 11,2           | 11,6                | Berlusconi I, Dini            |
| 1996 | 1.213.535                |                        | 120,89     | -7,01       | 2,2        | 1,2         | 11,2           | 11,5                | Dini, Prodi I                 |
| 1997 | 1.239.879                |                        | 118,06     | -2,74       | 1,8        | 1,8         | 11,2           | 9,3                 | Prodi I                       |
| 1998 | 1.258.223                |                        | 114,94     | -2,96       | 1,6        | 1,6         | 11,3           | 8,2                 | Prodi I, D'Alema I            |
| 1999 | 1.285.054                |                        | 113,70     | -2,00       | 3,0        | 1,6         | 10,9           | 6,4                 | D'Alema I, D'Alema II         |
| 2000 | 1.302.548                | 1730,21                | 108,58     | -0,91       | 2,58       | 3,7         | 10             | 6,1                 | D'Alema II, Amato II          |
| 2001 | 1.360.285                | 1716,32                | 108,32     | -3,40       | 2,0        | 1,8         | 9              | 6,1                 | Amato II, Berlusconi II       |
| 2002 | 1.371.679                |                        | 101,90     | -3,10       | 1,9        | 0,25        | 8,5            | 5,5                 | Berlusconi II                 |
| 2003 | 1.397.460                |                        | 100,40     | -3,40       | 1,9        | 0,15        | 8,4            | 5,0                 | Berlusconi II                 |
| 2004 | 1.449.657                |                        | 100,00     | -3,60       | 1,8        | 1,6         | 8,0            | 4,6                 | Berlusconi II                 |
| 2005 | 1.518.640                |                        | 101,90     | -4,20       | 1,8        | 0,95        | 7,7            | 4,5                 | Berlusconi II, Berlusconi III |
| 2006 | 1.588.072                |                        | 102,50     | -3,60       | 1,7        | 2,0         | 6,8            | 4,4                 | Berlusconi III, Prodi II      |
| 2007 | 1.605.945                | 1592,21                | 99,70      | -1,50       | 1,7        | 1,5         | 6,1            | 4,8                 | Prodi II                      |
| 2008 | 1.671.130                | 1543,57                | 102,30     | -2,70       | 1,7        | -1,1        | 6,7            | 4,9                 | Prodi II, Berlusconi IV       |
| 2009 | 1.769.983                | 1513,26                | 112,50     | -5,30       | 1,4        | -6,6        | 7,7            | 4,4                 | Berlusconi IV                 |
| 2010 | 1.851.507                | 1577,97                | 115,30     | -4,20       | 1,5        | 1,6         | 8,4            | 4,3                 | Berlusconi IV                 |
| 2011 | 1.907.769                | 1611,79                | 116,40     | -3,50       | 2,8        | 0,58        | 8,4            | 4,7                 | Berlusconi IV, Monti          |
| 2012 | 1.989.878                | 1655,41                | 123,40     | -3,00       | 3,0        | -2,8        | 10,7           | 5,2                 | Monti                         |
| 2013 | 2.070.013                | 1692,32                | 129,00     | -2,90       | 1,2        | -1,7        | 12,1           | 4,8                 | Monti, Letta                  |
| 2014 | 2.137.119                | 1726,94                | 131,80     | -3,00       | 0,2        | 0,11        | 12,7           | 4,7                 | Letta, Renzi                  |
| 2015 | 2.172.673                | 1691,89                | 131,60     | -2,60       | 0,1        | 0,93        | 11,9           | 4,2                 | Renzi                         |
| 2016 | 2.220.662                | 1745,29                | 131,4      | -2,50       | -0,1       | 1,1         | 11,7           | 4,0                 | Renzi, Gentiloni              |
| 2017 | 2.256.100                | 1801,21                | 131,4      | -2,40       | 1,2        | 1,6         | 10,9           | 3,8                 | Gentiloni                     |
| 2018 | 2.316.697                | 1853,87                | 132,2      | -2,10       | 1,1        | 0,9         | 10,5           | 3,7                 | Gentiloni, Conte I            |
| 2019 | 2.409.245                | 1787,7                 | 134,8      | -1,60       | 0,19       | 0,3         | 9,9            |                     | Conte I, Conte II             |
| 2020 | 2.580.245                | 1653,57                | 156,04     | 7,43        | -0,1       | 1,4         | 9,0            | 6,2                 | Conte II                      |
| 2021 | 2.680,558                |                        |            |             |            |             |                |                     |                               |

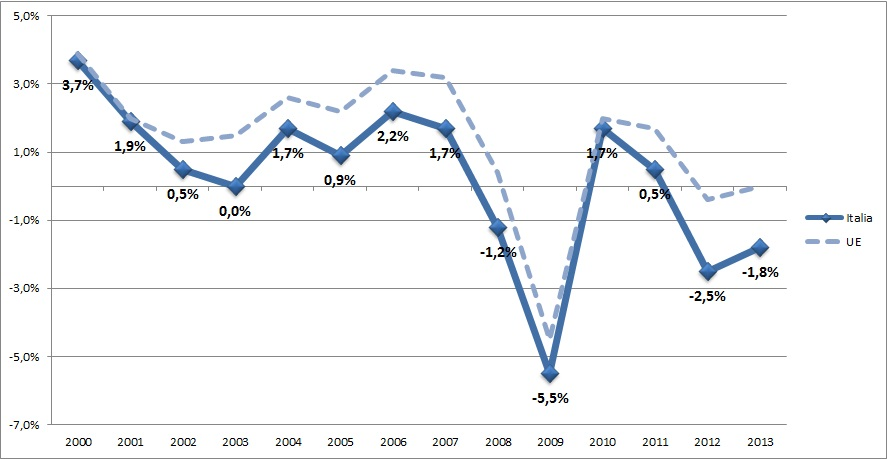
Variazione percentuale del PIL italiano e dell'Unione europea a prezzi costanti rispetto all'anno precedente. Dati: Eurostat e Istat.

Il grafico riporta le variazioni in termini reali, ovvero al netto dell'effetto dell'inflazione, del Prodotto interno lordo dell'Italia rispetto all'anno precedente a partire dal 2000.
Durante tale periodo, l'Italia è stata caratterizzata da bassi tassi di crescita, anche in confronto alla già non elevata media dei Paesi occidentali ed, in particolare, europei. Il tasso medio di crescita del PIL è stato infatti in media tra il 2000 ed il 2007 dell'1,6%, contro il 2,5% dell'Unione europea nel suo complesso.
Inoltre, l'Italia ha fortemente risentito della crisi del 2008-2009, con una pesante contrazione della domanda interna, non compensata dalle esportazioni, sulle quali si basa una parte consistente della sua economia, per via del rallentamento globale. In particolare, l'Italia è stata uno dei pochi Paesi a registrare una crescita negativa già nel dato del 2008 (-1,3%) e, nel 2009 è stato tra i Paesi del G7 che ha subito una maggiore contrazione del Prodotto interno lordo (-5,5%). Dopo una leggera ripresa nel biennio 2010-2011, il Paese è entrato in una nuova fase di contrazione dell'economia, fino al 2014.

### Serie storica dei PIL regionali
La tabella che segue riporta il PIL ai prezzi di mercato, espresso in milioni di euro, prodotto nelle diverse regioni italiane negli anni 1995, 2000, 2005, e dal 2010 al [ 2012. L'ultima colonna riporta il tasso medio di crescita nel periodo considerato. Poiché però i dati sono ai prezzi di mercato (anziché a prezzi costanti) occorre considerare l'effetto dell'inflazione, che ha nei fatti diminuito la reale crescita del Prodotto interno lordo.
|                       | 1995    | Var annua '95-'00 | 2000      | Var annua '00-'05 | 2005      | Var annua '05-'10 | 2010      | 2011      | 2012      | 2013      | 2014      | 2015      | 2016      | 2017      | 2018      | 2019      | 2020      | 2021      |
| --------------------- | ------- | ----------------- | --------- | ----------------- | --------- | ----------------- | --------- | --------- | --------- | --------- | --------- | --------- | --------- | --------- | --------- | --------- | --------- | --------- |
| Lombardia             | 198.727 | 4,4%              | 246.239   | 3,6%              | 294.535   | 2,2%              | 328.474   | 357.748   | 351.389   | 348.117   | 355.347   | 362.330   | 373.038   | 383.033   | 393.500   | 397.507   | 372.831   | 414.200   |
| Lazio                 | 99.158  | 4,4%              | 123.232   | 4,8%              | 155.432   | 1,5%              | 168.319   | 191.721   | 186.655   | 184.287   | 184.997   | 185.551   | 193.396   | 196.335   | 199.258   | 201.718   | 185.807   | 198.511   |
| Veneto                | 88.298  | 5,1%              | 113.182   | 3,7%              | 135.690   | 1,3%              | 144.323   | 148.113   | 145.472   | 145.522   | 147.835   | 150.836   | 155.762   | 159.952   | 163.006   | 165.962   | 152.277   | 167.762   |
| Emilia-Romagna        | 82.336  | 5,4%              | 106.890   | 3,4%              | 126.194   | 1,7%              | 137.667   | 143.929   | 141.966   | 143.075   | 145.928   | 148.780   | 153.171   | 157.583   | 161.178   | 162.572   | 151.942   | 167.932   |
| Piemonte              | 80.968  | 4,3%              | 100.071   | 3,5%              | 118.618   | 0,9%              | 123.865   | 127.659   | 123.365   | 124.537   | 124.278   | 126.868   | 130.071   | 134.450   | 137.202   | 137.659   | 126.631   | 138.948   |
| Toscana               | 62.785  | 4,9%              | 79.860    | 3,6%              | 95.213    | 1,8%              | 104.026   | 108.103   | 107.567   | 106.708   | 108.725   | 109.850   | 112.284   | 114.675   | 117.432   | 121.793   | 107.769   | 118.485   |
| Campania              | 59.319  | 5,0%              | 75.685    | 3,9%              | 91.534    | 1,1%              | 95.968    | 102.995   | 102.633   | 100.835   | 101.233   | 103.764   | 105.499   | 107.717   | 109.119   | 111.077   | 102.667   | 111.521   |
| Sicilia               | 54.300  | 4,2%              | 66.718    | 3,9%              | 80.902    | 1,1%              | 85.091    | 88.279    | 87.922    | 86.560    | 84.813    | 86.154    | 86.698    | 88.444    | 88.652    | 89.471    | 83.973    | 91.936    |
| Puglia                | 44.884  | 4,9%              | 57.127    | 3,1%              | 66.526    | 1,2%              | 70.242    | 71.743    | 72.225    | 70.433    | 70.822    | 72.335    | 73.638    | 74.786    | 76.373    | 77.119    | 72.542    | 79.646    |
| Liguria               | 27.387  | 4,8%              | 34.596    | 3,4%              | 40.856    | 1,4%              | 43.558    | 47.152    | 46.307    | 45.756    | 46.574    | 47.180    | 48.068    | 49.130    | 49.293    | 50.043    | 45.274    | 49.417    |
| Marche                | 24.230  | 5,1%              | 31.083    | 4,0%              | 37.835    | 1,4%              | 40.504    | 40.102    | 39.244    | 38.723    | 39.639    | 39.890    | 40.631    | 41.526    | 42.234    | 42.883    | 39.607    | 43.299    |
| Friuli-Venezia Giulia | 22.483  | 4,8%              | 28.368    | 3,3%              | 33.408    | 1,3%              | 35.644    | 35.686    | 34.548    | 34.859    | 35.078    | 36.076    | 36.557    | 37.388    | 38.498    | 39.319.4  | 36.635    | 40.483    |
| Trentino-Alto Adige   | 20.266  | 4,8%              | 25.573    | 3,3%              | 30.099    | 2,7%              | 34.313    | -         | 35.405    | -         | -         | -         | -         | -         | -         | -         | 44.055    | 47.574    |
| Calabria              | 20.523  | 4,7%              | 25.842    | 3,8%              | 31.137    | 1,3%              | 33.329    | 33.277    | 32.709    | 32.097    | 31.844    | 32.119    | 32.667    | 33.343    | 33.276    | 33.488    | 31.075    | 33.737    |
| Sardegna              | 20.057  | 4,7%              | 25.237    | 3,8%              | 30.380    | 1,7%              | 32.766    | 33.322    | 33.347    | 32.453    | 32.511    | 33.735    | 33.487    | 34.124    | 34.696    | 35.406    | 32.592    | 35.684    |
| Abruzzo               | 18.352  | 4,5%              | 22.887    | 2,8%              | 26.262    | 1,9%              | 28.999    | 32.245    | 32.213    | 31.696    | 31.657    | 31.864    | 31.954    | 32.810    | 32.969    | 33.134    | 30.569    | 33.451    |
| Umbria                | 13.498  | 4,8%              | 17.038    | 3,3%              | 20.087    | 1,4%              | 21.403    | 22.427    | 21.811    | 21.453    | 21.062    | 21.639    | 21.745    | 22.264    | 22.939    | 23.070    | 21.189    | 23.147    |
| Basilicata            | 6.698   | 5,3%              | 8.675     | 2,6%              | 9.850     | 1,0%              | 10.371    | 11.562    | 11.501    | 11.808    | 11.390    | 12.368    | 12.323    | 12.448    | 13.067    | 12.872    | 11.621    | 13.293    |
| Molise                | 4.148   | 4,6%              | 5.205     | 3,1%              | 6.072     | 1,2%              | 6.400     | 6.700     | 6.490     | 6.078     | 6.010     | 6.128     | 6.179     | 6.325     | 6.443     | 6.568     | 6.128     | 6.649     |
| Valle d'Aosta         | 2.814   | 2,8%              | 3.226     | 4,6%              | 4.032     | 2,0%              | 4.424     | 4.839     | 4.879     | 4.680     | 4.644     | 4.653     | 4.611     | 4.776     | 4.824     | 4.861     | 4.445     | 4.777     |
| Extra                 | 929     | -                 | 1.558     | -                 | 1.715     | -                 | 2.201     | -         | 2.514     | -         | -         | -         | -         | -         | -         | -         | -         |           |
| Italia                | 952.158 | 4,7%              | 1.198.292 | 3,7%              | 1.436.379 | 1,6%              | 1.551.886 | 1.648.756 | 1.624.359 | 1.612.751 | 1.627.406 | 1.655.355 | 1.695.787 | 1.736.593 | 1.771.391 | 1.794.935 | 1.660.621 | 1.822.344 |

Le regioni sono state ordinate per il PIL prodotto nel 2011; la voce extra considera le attività economiche non attribuibili a specifiche regioni, come ad esempio le ambasciate italiane all'estero o le piattaforme marine per l'estrazione di petrolio.
Rispetto ai dati sopra esposti occorre osservare che il PIL espresso in termini assoluti è un indicatore di ricchezza dell'entità geografica, piuttosto che degli abitanti.

### Serie storica dei PIL pro-capite regionali
Il PIL pro-capite è un indicatore della ricchezza che, oltre a considerare la produzione complessiva dell'area, tiene conto anche della numerosità della popolazione. Nel 2012, secondo i dati del Fondo Monetario Internazionale, l'Italia era, in termini nominali, 27º al mondo e 12° tra gli Stati membri dell'Unione europea, con un valore di 33.115 $. Tuttavia, in termini di parità di potere d'acquisto, ossia considerando le differenze nel livello generale dei prezzi tra i diversi Paesi, l'Italia è 30º al mondo (13° nell'UE) con 29.812 $.
Occorre tuttavia considerare che esistono marcate differenze a livello regionale, come mostrato nella tabella sottostante.
I dati sono espressi ai prezzi di mercato (euro correnti).
| Regione               | 1995   | Italia = 100 | 2000   | Italia = 100 | 2005   | Italia = 100 | 2010   | Italia = 100 | 2012   | Italia = 100 |
| --------------------- | ------ | ------------ | ------ | ------------ | ------ | ------------ | ------ | ------------ | ------ | ------------ |
| Valle d'Aosta         | 24.071 | 144          | 27.089 | 129          | 32.672 | 133          | 34.560 | 135          | 34.465 | 134          |
| Trentino-Alto Adige   | 22.408 | 134          | 27.433 | 130          | 30.717 | 125          | 33.230 | 130          | 33.754 | 131          |
| Lombardia             | 22.383 | 134          | 27.398 | 130          | 31.220 | 127          | 33.273 | 130          | 33.066 | 129          |
| Emilia-Romagna        | 21.134 | 126          | 27.021 | 128          | 30.266 | 123          | 31.189 | 122          | 31.538 | 123          |
| Veneto                | 20.046 | 120          | 25.169 | 120          | 28.754 | 117          | 29.304 | 114          | 29.531 | 115          |
| Lazio                 | 19.251 | 115          | 24.084 | 114          | 29.397 | 120          | 29.502 | 115          | 29.195 | 113          |
| Friuli-Venezia Giulia | 19.026 | 114          | 24.045 | 114          | 27.690 | 113          | 28.864 | 112          | 29.106 | 113          |
| Toscana               | 17.930 | 107          | 22.862 | 109          | 26.381 | 108          | 27.814 | 108          | 28.100 | 109          |
| Piemonte              | 19.025 | 114          | 23.701 | 113          | 27.357 | 112          | 27.824 | 108          | 27.942 | 109          |
| Liguria               | 16.750 | 100          | 21.849 | 104          | 25.516 | 104          | 26.947 | 105          | 27.308 | 106          |
| Marche                | 16.863 | 101          | 21.278 | 101          | 24.829 | 101          | 25.924 | 101          | 25.601 | 100          |
| Umbria                | 16.584 | 99           | 20.715 | 98           | 23.265 | 95           | 23.686 | 92           | 23.316 | 91           |
| Abruzzo               | 14.624 | 87           | 18.147 | 86           | 20.166 | 82           | 21.632 | 84           | 22.322 | 87           |
| Molise                | 12.618 | 75           | 16.159 | 77           | 18.893 | 77           | 20.001 | 78           | 20.034 | 78           |
| Sardegna              | 12.150 | 73           | 15.420 | 73           | 18.380 | 75           | 19.575 | 76           | 19.722 | 77           |
| Basilicata            | 10.991 | 66           | 14.449 | 69           | 16.547 | 68           | 17.631 | 69           | 17.964 | 70           |
| Puglia                | 11.065 | 66           | 14.175 | 67           | 16.346 | 67           | 17.184 | 67           | 17.208 | 67           |
| Sicilia               | 10.845 | 65           | 13.382 | 64           | 16.132 | 66           | 16.860 | 66           | 16.826 | 65           |
| Calabria              | 9.947  | 59           | 12.771 | 61           | 15.516 | 63           | 16.578 | 65           | 16.575 | 64           |
| Campania              | 10.411 | 62           | 13.249 | 63           | 15.809 | 65           | 16.462 | 64           | 16.369 | 64           |
| Italia                | 16.750 | 100          | 21.044 | 100          | 24.509 | 100          | 25.658 | 100          | 25.729 | 100          |

Le regioni sono ordinate di default per il PIL ai prezzi di mercato per abitante prodotto nel 2011.

## Grafici

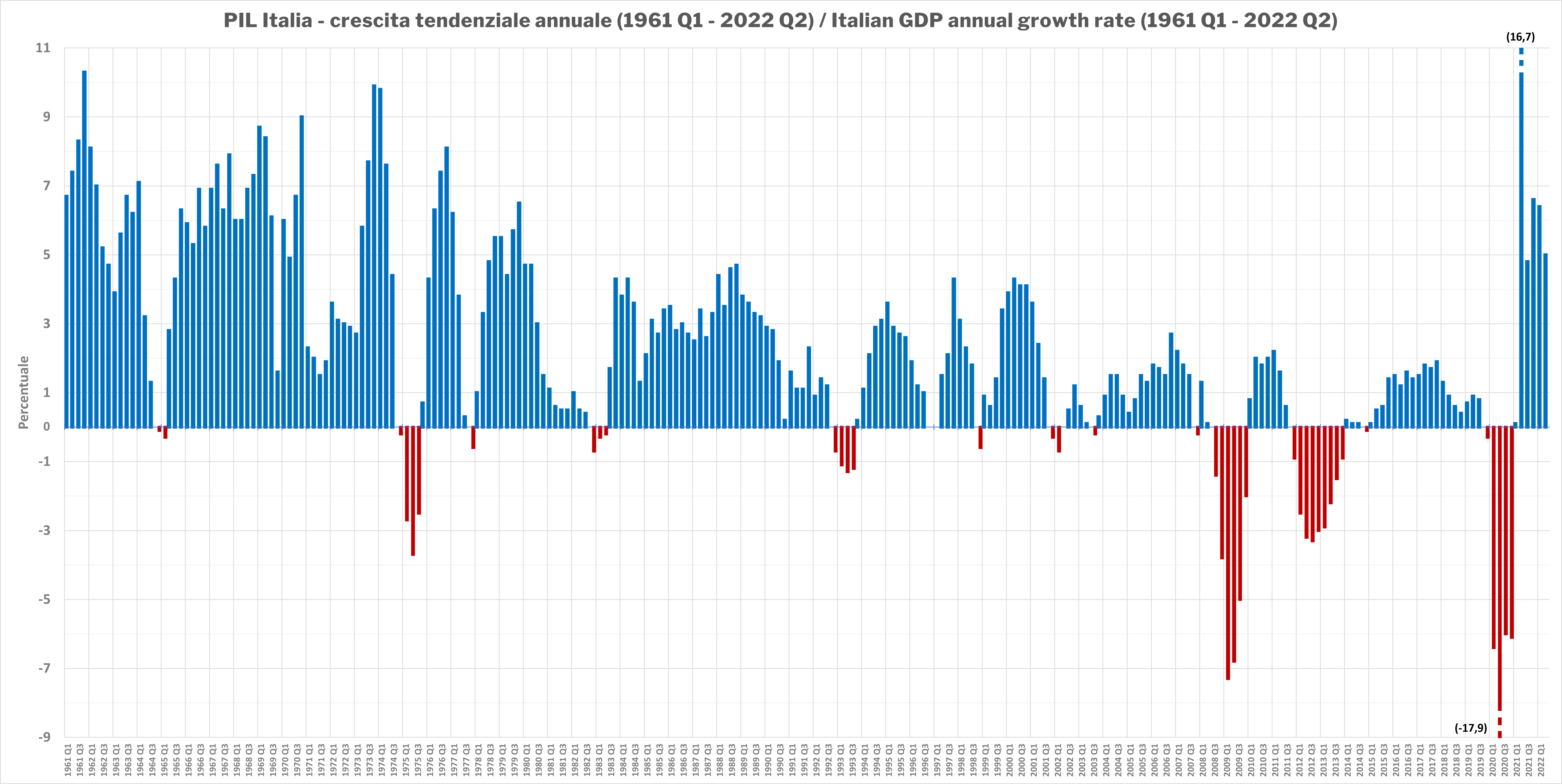
PIL (1961 - 2022; andamento tendenziale in ogni trimestre, YoY)
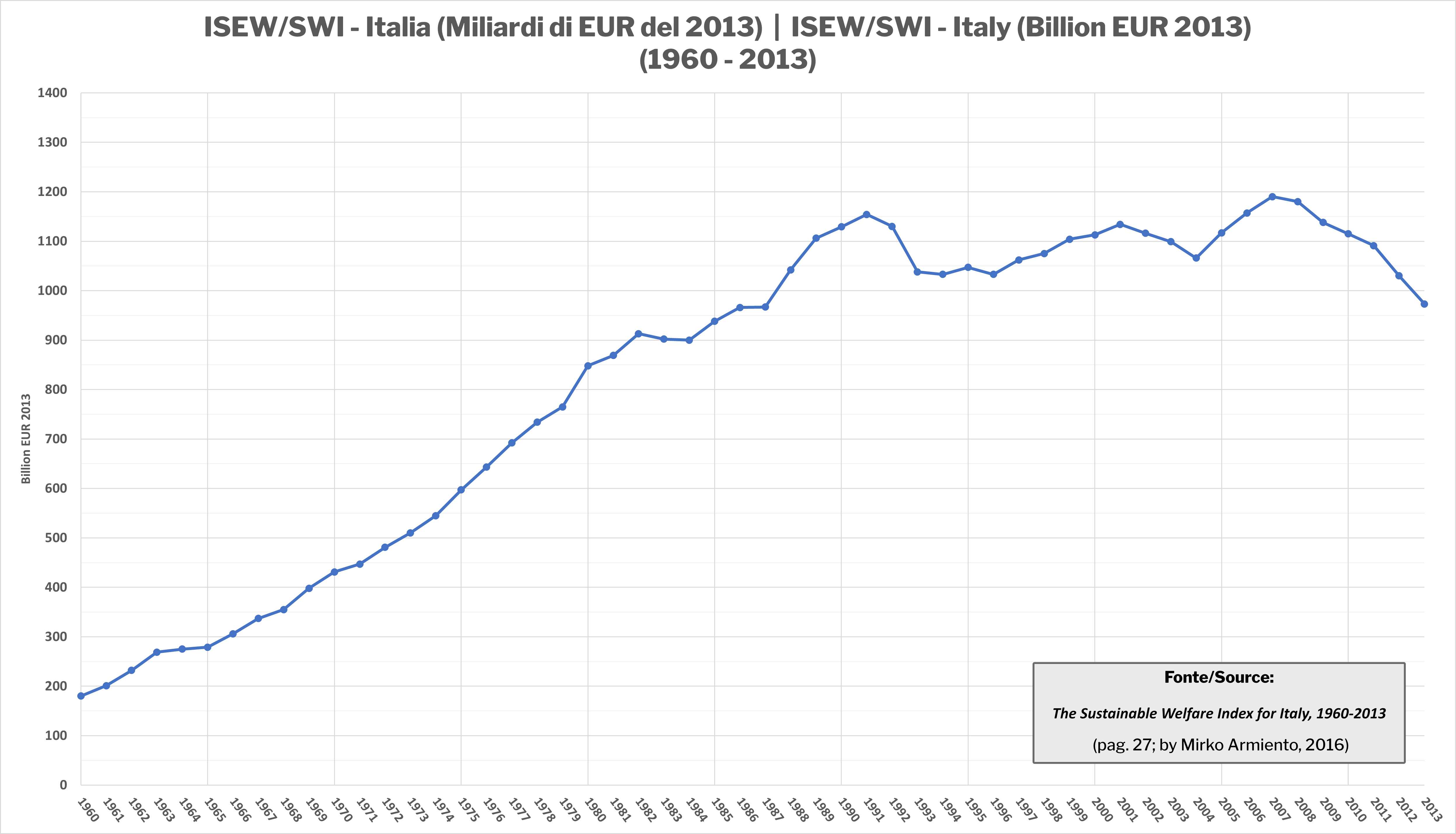
ISEW-SWI (1960 - 2013)
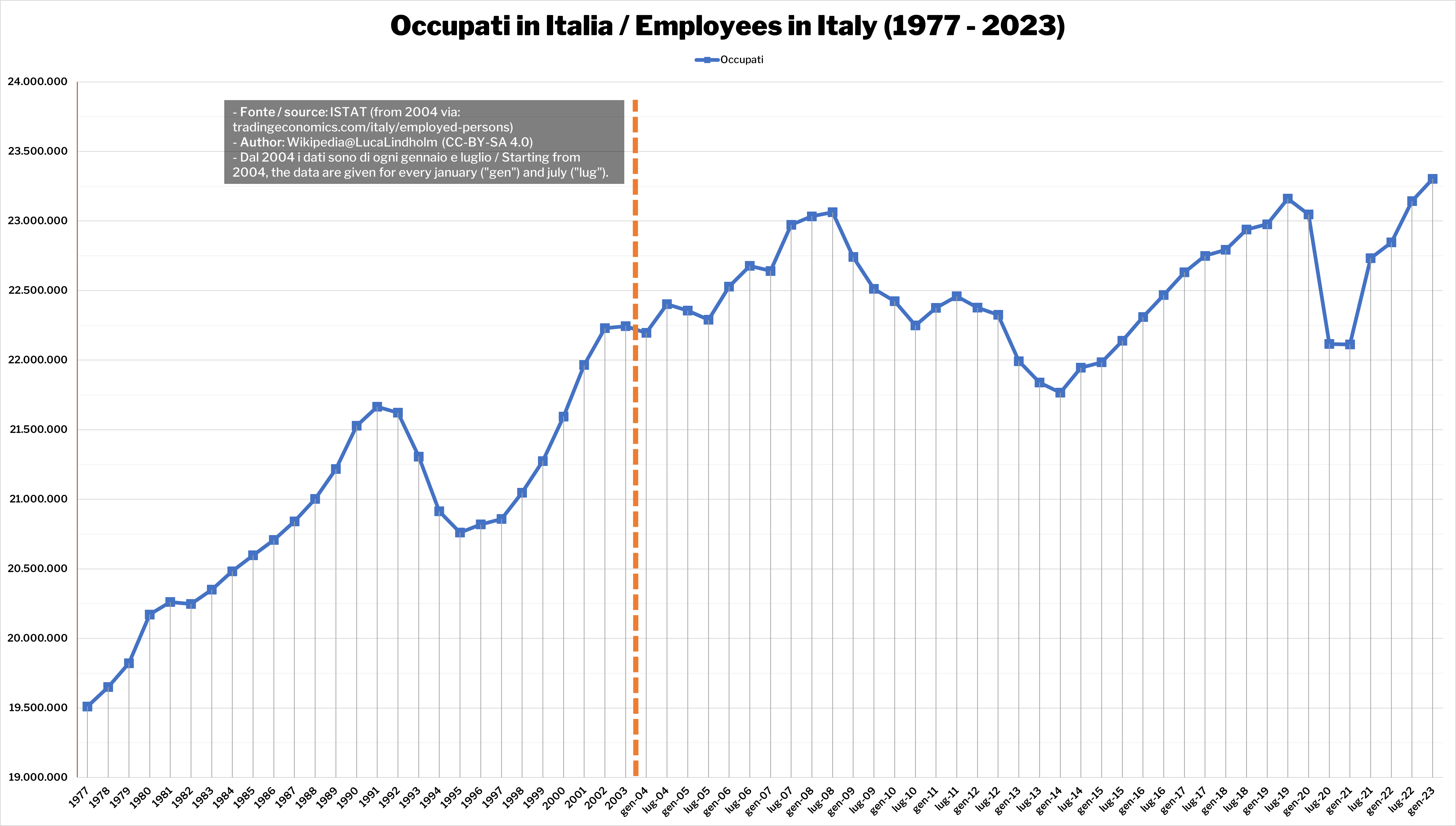
Occupati (1977 - 2023; dal 2004 semestrale)
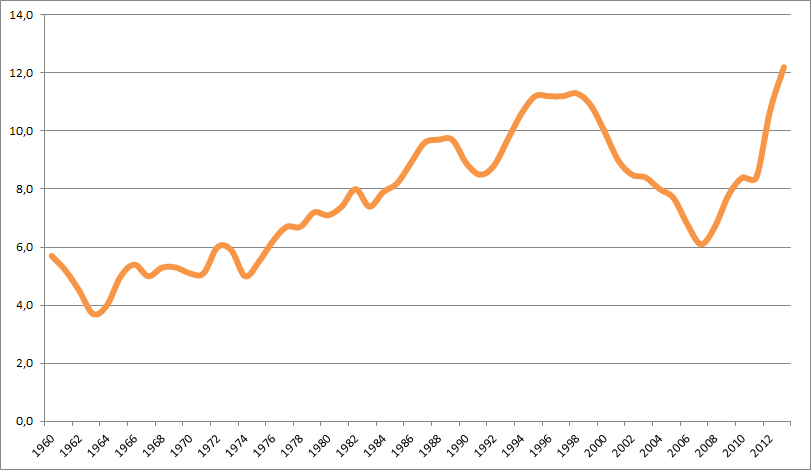
Tasso di disoccupazione (1960 - 2013)
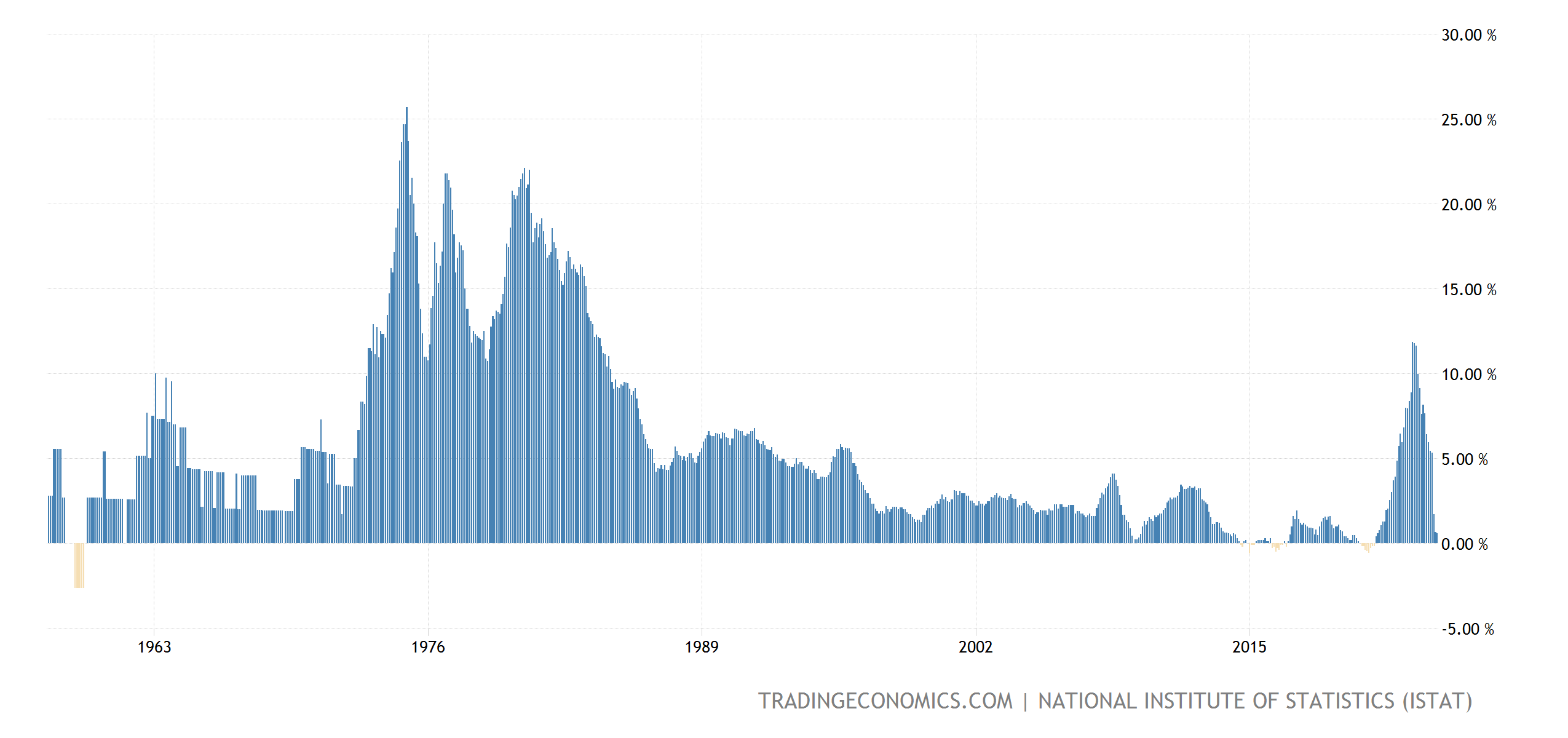
Inflazione (1962 - 2022)
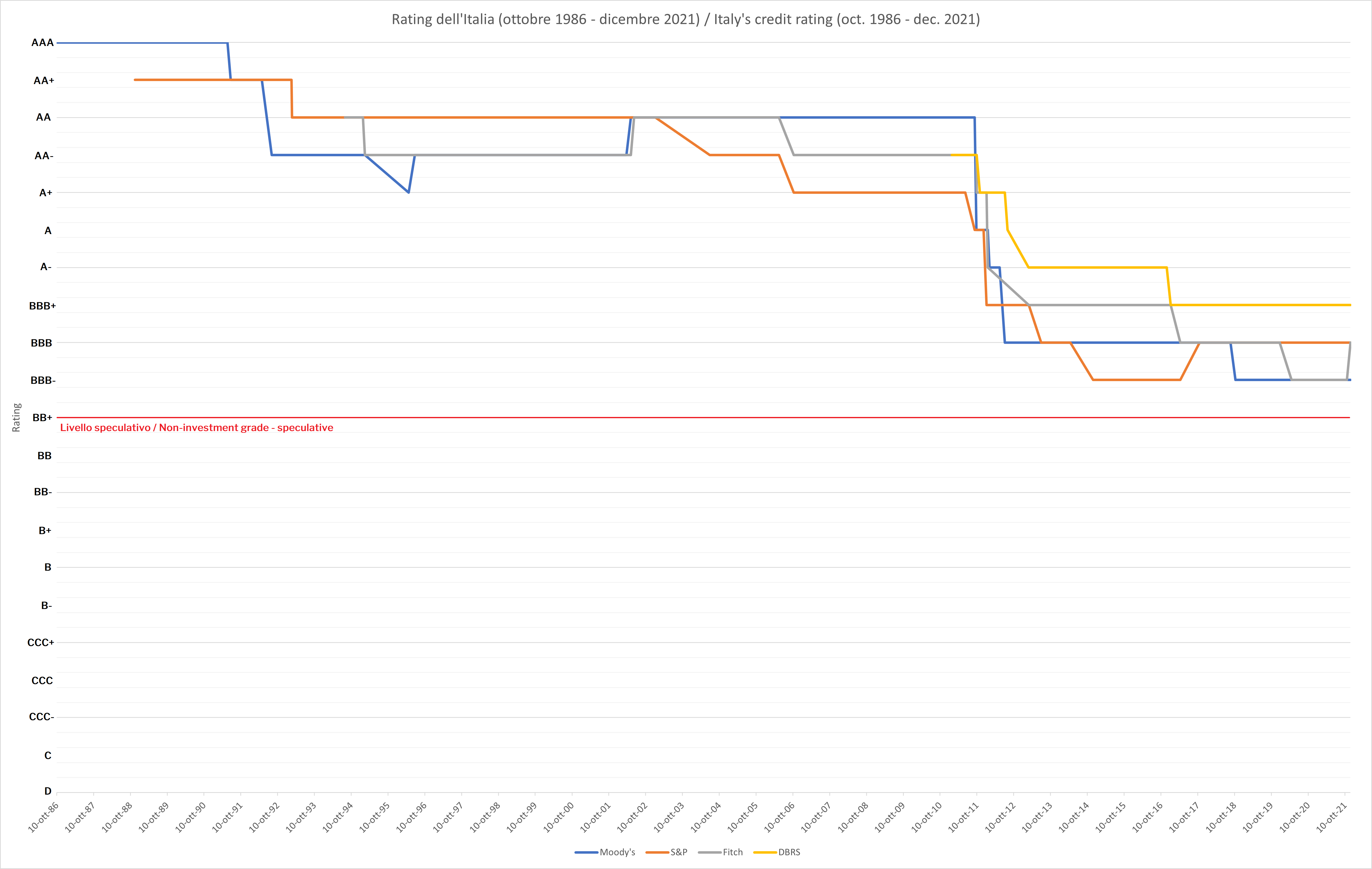
Rating del debito pubblico (1986 - 2021)
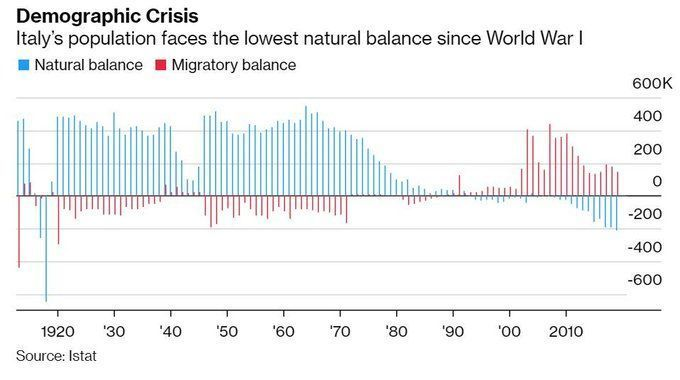
Bilancio naturale e migratorio (1913 - 2019)